# Palácio Anitchkov
O Palácio Anitchkov (em russo: Аничков дворец) é um antigo palácio imperial em São Petersburgo, no cruzamento da Nevsky Prospekt e o Fontanka.

## História
O palácio, situado no antigo terreno de António Manuel de Vieira, leva o esse nome por causa da Ponte Anitchkov sobre o Fontanka. Projetado para a imperatriz Isabel da Rússia em um estilo barroco, o palácio passou a ser conhecido como a residência privada mais importante da era isabelina. Alguns sugerem que os arquitetos Bartolomeo Rastrelli e Mikhail Zemtsov foram os responsáveis pelo projeto, embora ainda não esteja claro. A fachada principal está de frente para o rio e foi originalmente ligado a ele por um canal.

Os trabalhos de construção continuaram por treze anos e, quando finalmente terminado em 1754, o palácio foi apresentado pela imperatriz a seu quase esposo, Conde Aleksey Razumovsky. Depois de sua morte, o palácio se reverteu para a coroa, apenas para ser doado por Catarina II da Rússia, para seu príncipe favorito, o Grigori Alexandrovich Potemkin, em 1776. O arquiteto Ivan Starov foi escolhido para renovações extensas do palácio com o recém estilo neoclássico, que foi efetuado em 1778 e 1779. Simultaneamente um parque regular foi construído por um arquiteto de jardins inglês, William Hould.

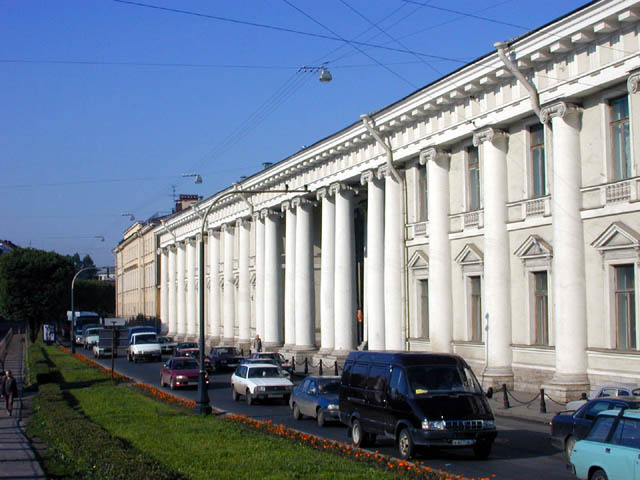
As colunas na frente do Palácio projetadas por Giacomo Quarenghi)

Após a morte de Potemkin, o palácio foi restaurado para a coroa e adaptado para acomodar o Gabinete da Sua Majestade Imperial. As últimas grandes adições estruturais foram feitas no reinado de Alexandre I, com a construção de Giacomo Quarenghi do Gabinete Imperial ao longo da Nevsky Prospect. A última estrutura foi formulada em um rigoroso estilo neoclássico e muitas pessoas acham que não complementa o trabalho original de Rastrelli. Três anos mais tarde, Alexander I concedeu o palácio para sua irmã, Helena Pavlovna da Rússia, que se tornou mais tarde a Grã-Duquesa de Mecklenburg-Schwerin por casamento. Vários arquitetos trabalharam no edifício desde então, e seus interiores foram renovados continuamente.

## Século XIX e XX

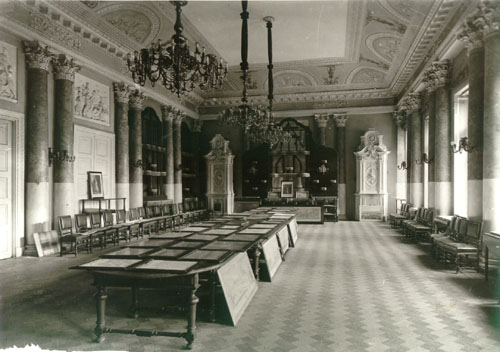
Interior do Palácio de Anitchkov

Após o seu casamento, o futuro czar Alexandre III da Rússia e sua esposa, Maria Feodorovna, fizeram o palácio de sua residência em São Petersburgo, garantindo a sua faixada uma variedade de estilos históricos. Foi lá que seus filhos, incluindo o último czar russo, Nicolau II da Rússia, passaram as suas infâncias, e depois que Alexandre III assumiu o poder, ele preferiu ficar no Palácio Anitchkov em oposição ao Palácio de Inverno. O palácio foi também o cenário de numerosas festas familiares, incluindo o casamento da sobrinha de Nicolau, Irina Alexandrovna da Rússia ao príncipe Félix Yussupov em 1914. A mãe de Nicolau II, depois de tornar-se imperatriz viúva, continuou a ter o direito de residência no palácio até a Revolução de Fevereiro, quando se mudou para Kiev, longe de São Petersburgo. Depois da revolução, o Ministério das Disposições se mudou para lá.
Após a Revolução de Outubro o Palácio Anitchkov foi nacionalizado e designado Museu da Cidade de São Petersburgo. Desde 1934, quando foi convertido para o Palácio dos Jovens Pioneiros, o palácio abriga mais de cem clubes extra-escolares para mais de 10.000 crianças. Enquanto um pequeno museu dentro é aberto ao público em horários específicos, o edifício normalmente não é acessível aos turistas.